# Mielec
Mielec (idiș מעליץ-Melitz) este un oraș în Polonia.